# Le Roi Poisson
Le Roi Poisson est un groupe de musique Rock, créé au printemps 2006. Il est originaire de Montréal au Québec. 
Les styles musicaux vont du Death metal au disco, en passant par Gerry Boulet et le rock.
En février 2008 "Le Roi Poisson" lance son premier mini-album Ep#1, réalisé par Vincent Blain. Le mini album est bien reçus autant par les radio indépendante québécoise que par la critique,,,. Le Roi Poisson participe aux FrancoFolies de Montréal et au Coup de cœur francophone en 2008.

## Membres
- Jérôme dupuis-Cloutier (clavier, voix et trompette) (aussi membre du Citoyen)
- Pierre-Alexandre Poirrier-guay (Guitare, Basse) (aussi membre de Lac Estion)
- Olivier Laroche (Batterie, séquence et voix) (aussi membre du groupe Myxomatosis et de Lac Estion)
- Jean-Vivier Lévesque (Synthétiseur, Guitare et voix) (aussi membre du Citoyen)
- Jonathan Charette (Basse, Guitare et voix) (aussi membre de Lac Estion)

## Discographie

### Ep#1(2008)
1. Nouvelle Instru
2. Premier Rang
3. Ouvrier
4. J'en Veux